# Houston Dutch Lions
El Houston Dutch Lions es un equipo de fútbol de los Estados Unidos que juega en la NPSL, la quinta liga de fútbol más importante del país.

## Historia
Fue fundado el 17 de noviembre del año 2011 en The Woodlands, Texas con el nombre Texas Dutch Lions como uno de los equipos de expansión de la USL Premier Development League para la temporada 2012, en la cual terminaron en cuarto lugar de su conferencia.
El 1 de abril del 2013 cambian su nombre por el que tienen actualmente, aunque el cambio de nombre se dio meses atrás, el club hizo el cambio oficial en abril.

## Clubes Afiliados
- Dayton Dutch Lions
- Cincinnati Dutch Lions
- FC Twente[1]

## Estadios
- McDade Park; Conroe, Texas (2012)
- The Woodlands Prep School; The Woodlands, Texas (2012)
- Woodforest Bank Stadium; Shenandoah, Texas (2013)
- HDL FC Soccer Facility; Conroe, Texas (2014–)

## Gerencia
- Presidente:  Martin Kroeze
- Vicepresidente:  Robbert Kroeze
- Gerente Comercial:  Dennis Kroeze

## Entrenadores
- Robert Maaskant (2012)
- Hans van Arum (2013)[2]
- Marco Pruis (2014)[3]